# Nicodemus Tessin den ældre
Nicodemus Tessin den ældre (1615-81), var en tyskfødt svensk arkitekt, far til Nicodemus Tessin den yngre.
Tessin indkom fra Tyskland til Sverige 1636 og blev 1646 kongelig arkitekt. Tessin har bygget flere såvel kongelige slotte (Drottningholm, Strömsholm) som adelige paladser, blandt disse Sko i Uppland, det Wrangelske Palads (nu Svea hovrätts hus) i Stokholm og viste sig her som en af tidens mest fremragende arkitekter. Af hans kirkebygninger må først og fremmest nævnes domkirken i Kalmar.

## Udvalgte bygningsværker
- Bondeska palatset, Riddarhustorget, Stockholm
- Bondeska gravkoret, Spånga kyrka, Uppland
- Bååtska palatset, Blasieholmen, Stockholm
- Drottningholms slott
- Ekolsund, Uppland
- Fiholms gods, Eskilstuna
- Gripenbergs slott, Tranås
- Göteborgs rådhus
- Haga slott, Enköping
- Järlåsa kyrka
- Kalmar domkyrka
- Krusenberg, Uppland
- Mälsåker, Södermanland
- Näsby slott, Täby kommun
- Sjöö slott, Uppland
- Skoklosters slott, Uppland
- Sparreska palatset, Fredsgatan, Stockholm
- Sparreska palatset, Hamngatan, StockholmSkabelon:Källa behövs
- Stenbockska palatset, Stockholm
- Strömsholms slott, Västmanland
- Säby gård, Uppland
- Södra Bankohuset, Stockholm
- Södra stadshuset, Stockholm
- Wrangelska palatset, Stockholm